# Etzlihütte
Die Etzlihütte ist eine Berghütte des Schweizer Alpen-Clubs (SAC) im Kanton Uri (Schweiz). 
Sie liegt im Etzlital, einem Seitental des Maderanertals, auf 2052 m ü. M. in den Glarner Alpen. 
Die Hütte bietet 75 Schlafplätze (Massenlager) und ist im Winter während der Skitourensaison und über den ganzen Sommer und Herbst bewartet. Sonst steht ein beheizbarer Winterraum zur Verfügung. Die Hütte wird mit Strom aus einem eigenen Kleinwasserkraftwerk beheizt.

## Zugänge
- Bristen – Hinter Etzliboden – Etzlihütte, 4 Stunden
- Sedrun – Chrüzlipass – Etzlihütte, 4 Stunden
- Rueras – Val Milà – Mittelplatten – Etzlihütte, 4 Stunden
- Treschhütte – Pörtlilücke – Etzlihütte, 4 Stunden
- Cavardirashütte – Stremlücke – Val Strem – Chrüzlipasse – Etzlihütte, 5 Stunden

## Benachbarte Hütten
- Cavardirashütte über Chrüzlipass, Val Strem, Untere Stremlücke, 5 Stunden
- Treschhütte über Pörtlilücke, 4 Stunden

## Gipfel
- Bristen (Berg) (3073 m)
- Piz Giuv (3096 m)
- Piz Nair (Oberalp) (3059 m)

## Wanderungen
- Bergtouren im Gebiet der Etzlihütte

## Galerie

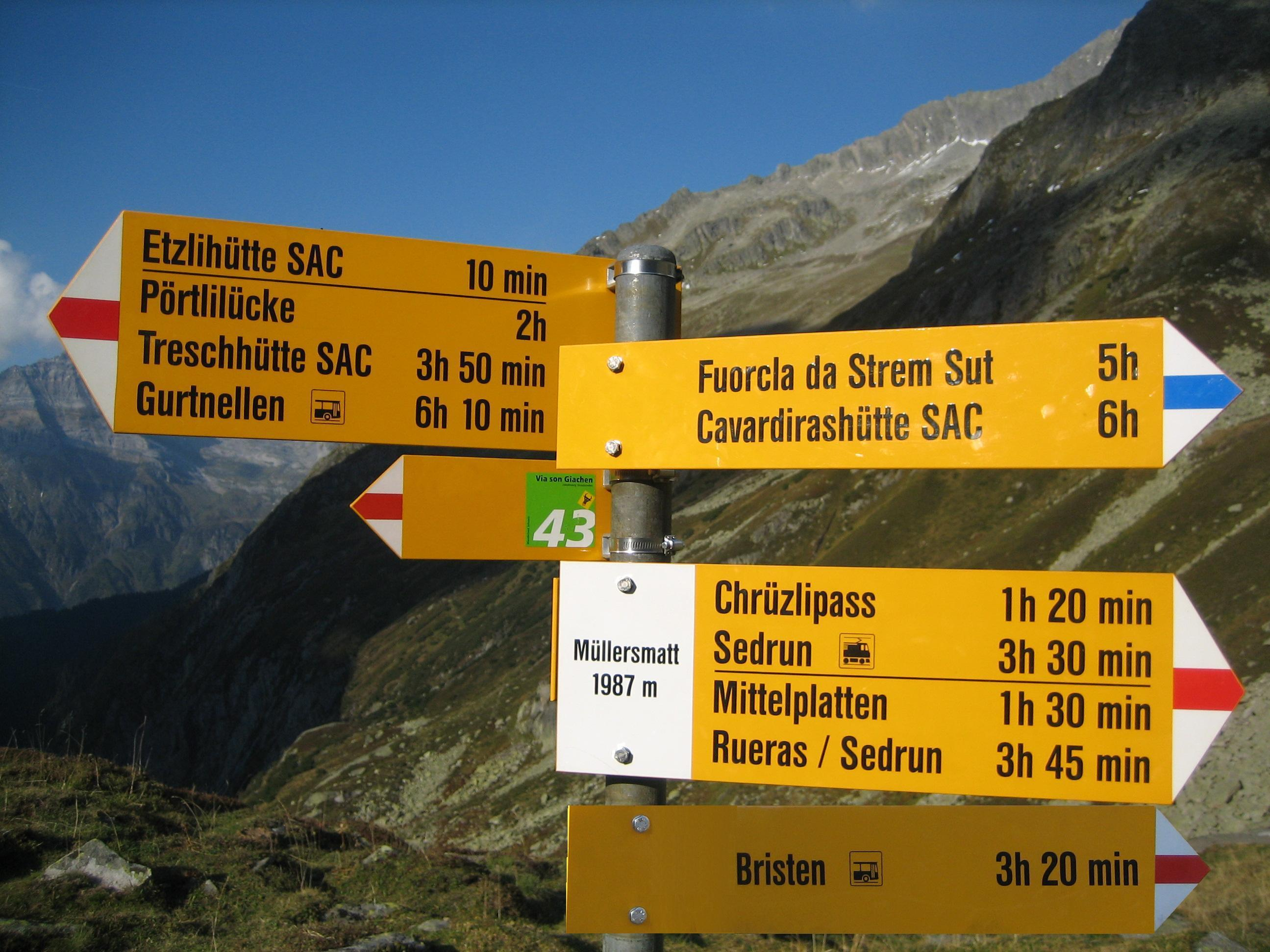
Wegweiser in der Nähe der Etzlihütte
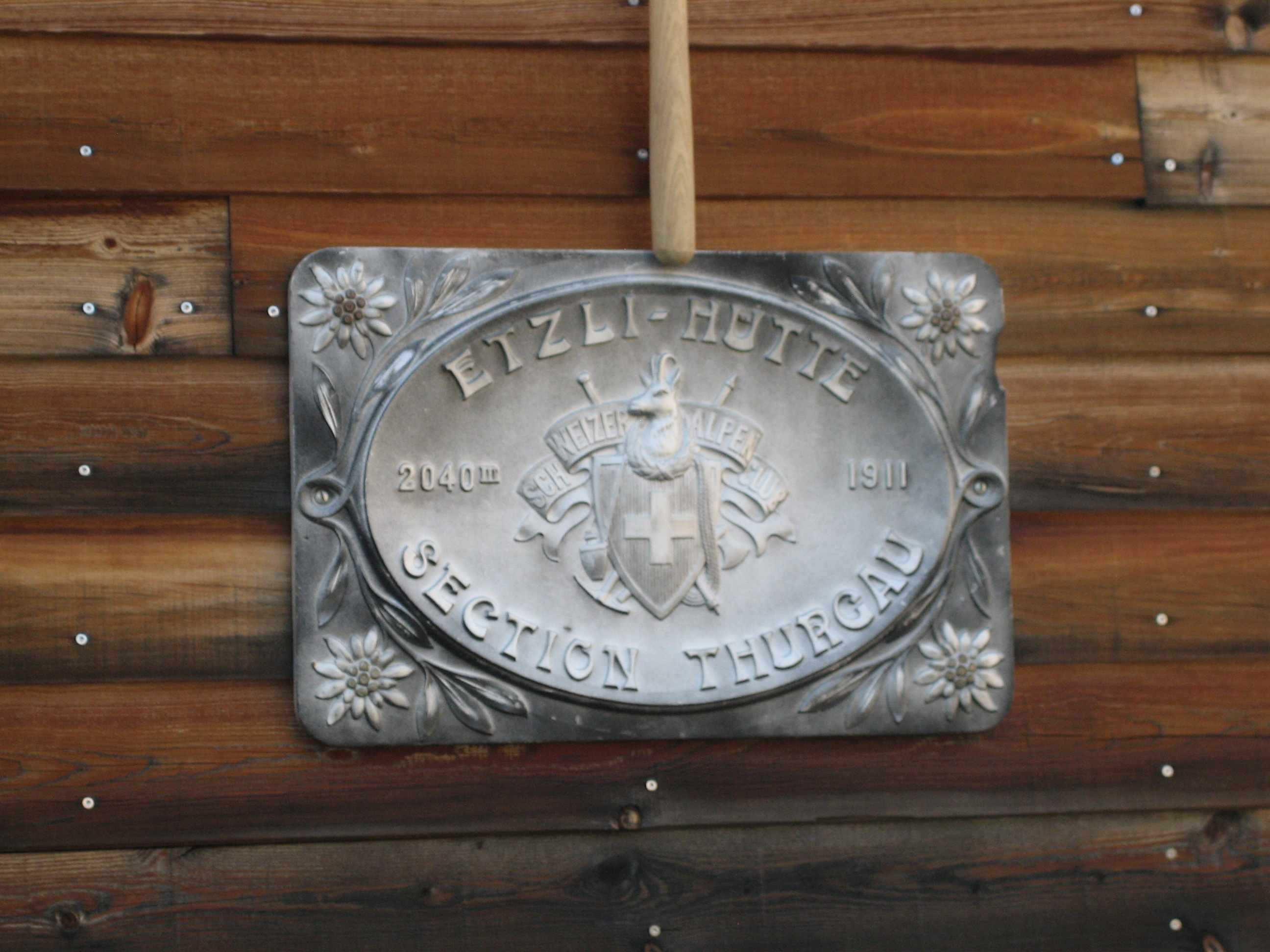
Schild an der Etzlihütte
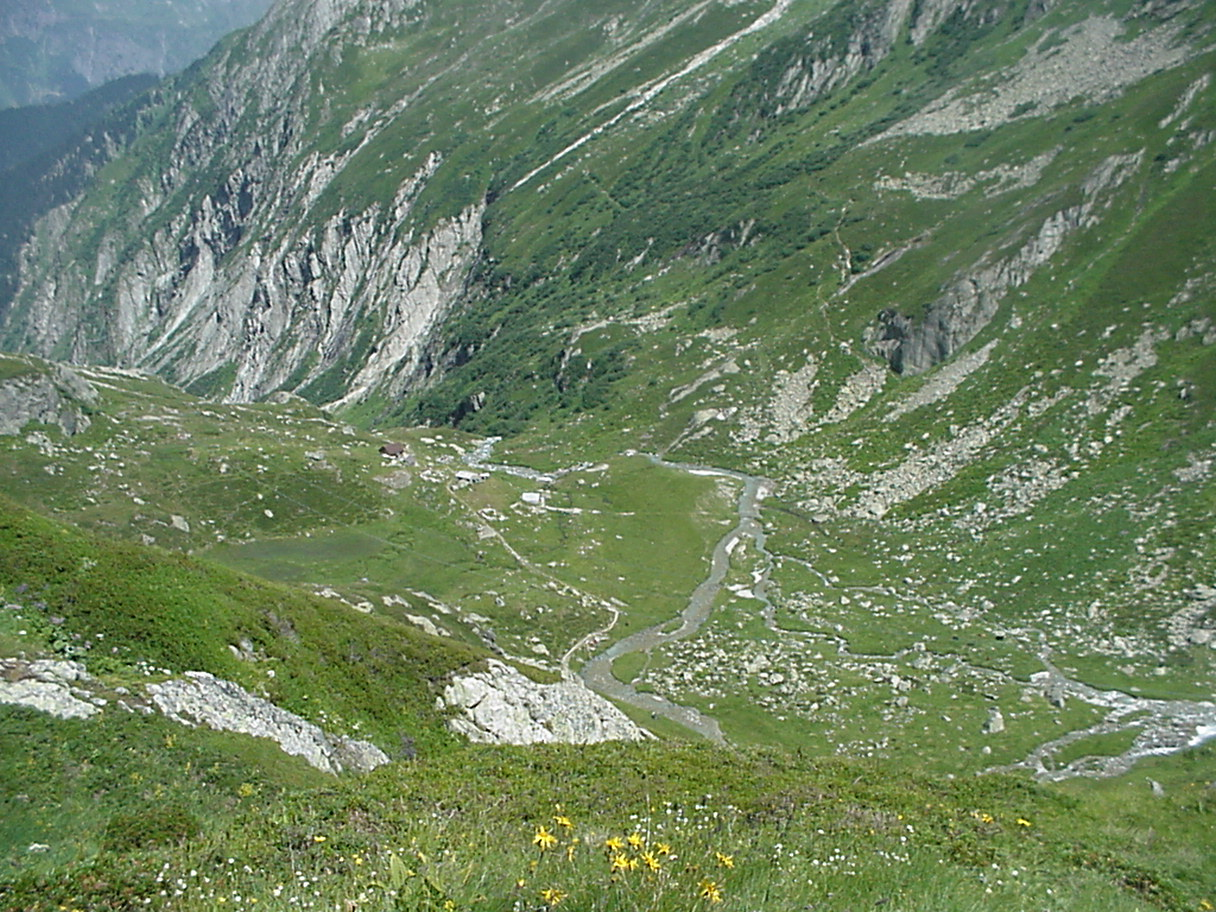
Blick hinab zur Etzlihütte (vom Weg nach Mittelplatten)